# Matka Boża Skępska
Najświętsza Maryja Panna Skępska, Matka Boża Brzemienna, Królowa Ziemi Dobrzyńskiej, Mazowsza i Kujaw – wezwanie Matki Bożej, znajdującej się od 1496 r. w kościele Ojców Bernardynów w Skępem.

## Figura
Nieduża (88–89 cm) figura Matki Bożej przedstawia młodą kobietę, z rękami złożonymi na piersiach, oczekującą potomstwa. Przywiozła ją z Poznania Zofia Kościelecka, córka Mikołaja, fundatora kościoła, jako wotum za uratowanie nóg. Cudowna figura umieszczona jest w ołtarzu głównym, skonstruowanym na potrzeby koronacji, która miała miejsce 18 maja 1755 r., w aksamitnej niszy, otoczona dwunastoma gwiazdami, z księżycem pod stopami. Figurę otaczają liczne wota, z których najstarsze – obrazek Matki Bożej oprawiony w srebro – pochodzi z 1509 r. Zakrytą bogato zdobionymi sukienkami figurę, odkryto w latach 50. XX w. Odsłonięcie charakterystycznego wybrzuszenia sukni Maryi spowodowało, że zaczęto je utożsamiać z brzemiennością. Od tamtego okresu określa się Matkę Bożą Skępską, jako Brzemienną. Nadto – staraniem Ojców Bernardynów, popartym badaniami prof. Mirosława Krajewskiego – został przysposobiony Jej nowy tytuł „ziemski”: Królowa Ziemi Dobrzyńskiej, Mazowsza i Kujaw.

## Kult
Liczne wota otaczające tę figurę świadczą o żywym kulcie przybywających z Ziemi Dobrzyńskiej, Mazowsza i Kujaw pątników. Jako pierwszą zorganizowaną grupę pielgrzymów wymienia się przybyłą po raz pierwszy w 1608 r. kompanię z Włocławka (pielgrzymuje ona do dziś). Najdłuższą trasę miała do pokonania kompania z warszawskiego kościoła św. Anny (pielgrzymowała do 1938). Świadczy to o ważności Skępego, jako ośrodka pielgrzymkowego. Ruch pielgrzymkowy związał się silnie z targami i jarmarkami, które zezwolenie królewskie z 1730 r. wyznaczało na święta: Trzech Króli, Zesłanie Ducha Świętego i św. Antoniego z Padwy. Z czasem najważniejszymi skępskimi odpustami stały się: związany z rocznicą koronacji na Zesłanie Ducha Świętego, oraz na Narodzenie Najświętszej Maryi Panny.
Rozwój kultu spowodował, iż podjęto starania o koronację figury Matki Bożej. Stolica Apostolska wydała odpowiednią zgodę 4 grudnia 1754 r. Uroczystości koronacyjne odbyły się w uroczystość Zesłania Ducha Świętego, 18 maja 1755 r. a celebrował je bp Fabian Pląskowski, sufragan chełmiński, w zastępstwie bpa płockiego Józefa Eustachego Szembeka. W przeddzień koronacji z kościoła parafialnego do specjalnie wzniesionej na tę okoliczność małej kapliczki, zwanej „na Borku”, przeszła procesja z figurą Matki Bożej Skępskiej. Po nocnym czuwaniu i kolejnej procesji – do kościoła klasztornego – nastąpiła koronacja.

Apogeum kultu w sanktuarium przypadło na okres przed powstaniem styczniowym. A. Sławenko-Sławiński pisał w 1857 r.: 

Być w dawnej ziemi dobrzyńskiej, a nie odbyć pielgrzymki do Skępego, byłoby to samo co być w Rzymie i papieża nie widzieć.

Wraz z kasatą klasztoru w 1864 r. ruch pielgrzymkowy uległ, na skutek carskich ukazów, ograniczeniu. Miejscowa ludność na znak protestu wobec polityki zaborcy przejawiającej się zamknięciem klasztoru zaczęła wówczas budować kapliczki z Maryją Skępską, która stała się symbolem Polski, katolicyzmu, walki o wolność. Twórcy ludowi wyspecjalizowali się natomiast w rzeźbieniu Madonny Skępskiej. Do odnowienia kultu przyczyniły się także rocznice 400- i 500-lecia sprowadzenie Figury Matki Bożej do Skępego (1896 i 1996).
W 2017 r. nowe badania zarówno nad kultem, jak i samą Figurą podjął historyk Ziemi Dobrzyńskiej, prezes Dobrzyńskiego Towarzystwa Naukowego, prof. Mirosław Krajewski, który dał temu wyraz w naukowej pracy pt. „Dobrzyńska i Brzemienna Matka Boża w skępskim wizerunku”. Począwszy od 4 lutego 1954 r. datuje się inny wyraz Figury w związku ze zdjęciem ciężkiego, blaszanego płaszcza z okresu koronacyjnego, jednak dopiero od 20 września 2014 r. (staraniem o. Dobromiła M. Godzika OFM, gwardiana i proboszcza skępskiego) w każdą ostatnią niedzielę miesiąca odbywają się spotkania kobiet z Polski pragnących mieć potomstwo, a które mają fizyczne problemy z macierzyństwem.